# 152-mm-L/50-Kanone M1908
Die 152-mm-L/50-Kanone M1908 war ein russisches Schiffs- und Küstengeschütz. Sie war ursprünglich für den Einsatz auf den Flusskanonenbooten der Amur-Flottille vorgesehen, fand aber später auch als Küstengeschütz Verwendung.

## Geschichte
Die Kanone wurde in Russland von den Obuchow-Werken (Обуховский завод, später Петроградский Государственный Орудийный Оптический и Сталелитейный завод «Большевик») in Sankt Petersburg entwickelt. Die Waffen wurden wegen der angewandten Konstruktionsprinzipien auch als 152-mm-Kanone System Vickers bezeichnet. Insgesamt wurden sechzehn Geschütze ab 1908 gebaut, mit denen Flusskanonenboote der russischen Amur-Flottille ausgerüstet wurden. Im Jahr 1914 wurden jedoch zwölf Kanonen von den Booten abgezogen, um als Küstengeschütze in der Seefestung Imperator Peter der Große (Морская Крепость имени Императора Петра Великого) eingesetzt zu werden. Als Ersatz wurden weitere sechzehn Geschütze bestellt, die jedoch nicht mehr zur Auslieferung kamen.
Im Vergleich zum Vorgänger mit einer Rohrlänge von 45 Kalibern stiegen Mündungsgeschwindigkeit, Reichweite und Durchschlagsleistung an. Verschossen wurden Brisanzgranaten mit einem Gewicht von 47,3 kg. Diese Granaten standen in zwei Ausführungen, Modell 1907 und Modell 1915, zur Verfügung. Die neuere Granate war bei gleichem Gewicht länger, was bei unverändert gebliebener Mündungsgeschwindigkeit zu einer gestreckteren Flugbahn und damit größeren Reichweite führte. Außerdem waren für das Geschütz noch Schrapnellgranaten mit einem Gewicht von 41,5 kg vorhanden. Die Treibladung hatte für die Brisanzgranaten ein Gewicht von 17 kg, bei reduzierter Ladung 7 kg, und für die Schrapnellgranate von 13 kg.

## Produktion
Die Produktion der Waffe begann 1908 und wurde praktisch schon vor dem Beginn des Ersten Weltkrieges eingestellt. Die für 1917 und 1918 geplante Auslieferung von jeweils acht weiteren Geschützen fand nicht mehr statt.

## Einsatz

### Schiffsgeschütz
Die Kanone wurde auf den Flusskanonenbooten der Шквал-Klasse eingesetzt. Diese Klasse bestand aus acht Booten. Die Kanonen wurden je Boot in zwei Einzeltürmen vorn und achtern aufgestellt. Die verbliebenen vier Geschütze befanden sich 1941 noch im Bestand der Flottille.

### Küstenverteidigung
1914 wurden zwölf Geschütze von der Amur-Flottille abgezogen und in den Befestigungsanlagen der Seefestung Imperator Peter der Große eingesetzt. Zwei Batterien mit vier Geschützen wurden auf der Insel Dagö angelegt, eine Batterie mit vier Geschützen auf der Insel Stura-Klubben. Die Batterien waren 1916 einsatzbereit. Diese Geschütze gelangten während des deutschen Vormarsches im Baltikum 1918 in deutsche Hände.